# Cybowo (Pomerania)
Cybowo [pronunciación en polaco: /t͡sɨˈbɔvɔ/] (en alemán: Gutsdorf) es un pueblo en el distrito administrativo de Gmina Kalisz Pomorski, dentro del Distrito de Drawsko, Voivodato de Pomerania, en el noroeste. Se encuentra aproximadamente 4 kilómetros al noroeste de Kalisz Pomorski, 27 kilómetros al sur de Drawsko Pomorskie, y 86 kilómetros al este de la capital regional, Szczecin.
Hasta 1945 el área era parte de Alemania. Para la historia de la región, véase Historia de Pomerania.